# Archimed Muchambetow
Archimed Begeżanuły Muchambetow (kaz. Архимед Бегежанұлы Мұхамбетов, ur. 6 czerwca 1972) – kazachski polityk, akim obwodu kustanajskiego od 2015 roku.

## Życiorys
W 1993 roku ukończył Samarski Państwowy Uniwersytet Techniczny jako inżynier elektryk. W latach 1994–2002 pełnił obowiązki dyrektora spółek „Dream Team”, „Ramazan” i „Oras”. W latach 2002–2006 był członkiem administracji obwodu aktobskiego zajmującym się energetyką wiatrową i inwestycjami. W tym samym okresie sprawował funkcję dyrektora spółki „Bałykszy-Kuryłys” oraz dyrektora regionalnego Funduszu Rozwoju Małej Przedsiębiorczości.
Od lutego 2006 roku do października 2008 roku Muchambetow był zastępcą akima miasta Aktobe. Od października 2008 roku do 22 lipca 2011 roku sam sprawował tę funkcję. Od 22 lipca 2011 roku do 11 września 2015 roku był akimem obwodu aktobskiego. Następnie objął funkcję akima obwodu kustanajskiego.
Muchambetow włada językiem kazachskim i rosyjskim. Jest żonaty, ma syna i córkę. Jego brat, Mirłan Muchambetow, także jest politykiem. W latach 2012–2014 był wiceministrem ochrony środowiska.
Odznaczony Orderem Kurmet.